# Старообрядчество в Латвии

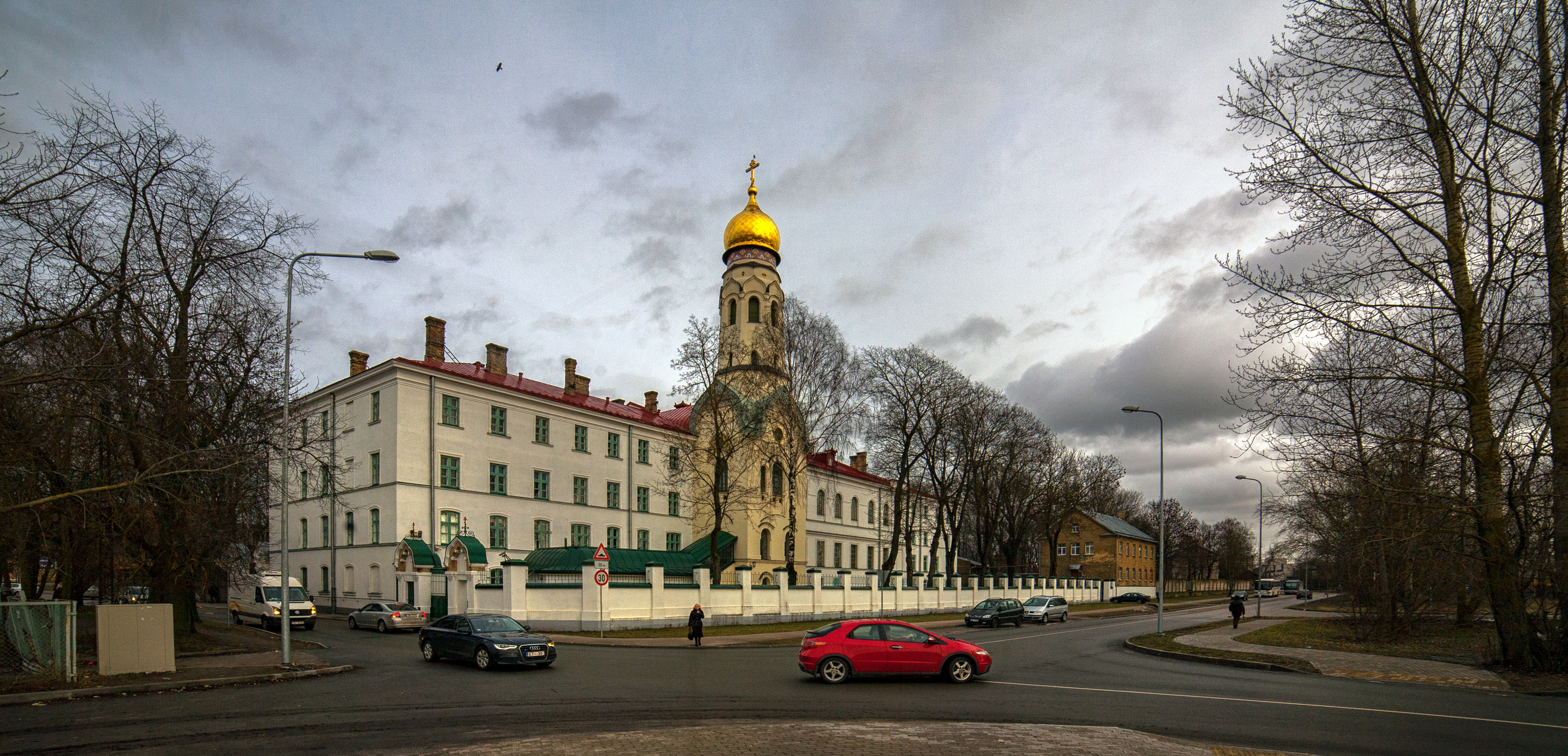
Гребенщиковская община в Риге

Старообрядчество в Латвии представлено преимущественно этническими русскими, принадлежащими к поморскому согласию. Община существует на данной территории с XVII века и образовалась на основе более древних русских поселений, в которых после «Никоновских» церковных реформ 1666 года стали селиться беженцы.
На 2007 год в Латвии насчитывалось 69 старообрядческих общин, в которых состояли 2494 человека, которые на тот момент были активными членами общин. На 2017 год в Латвии насчитывалось 55000 старообрядцев и 60 старообрядческих общин.
В Екабпилсе существует храм в честь священномученика протопопа Аввакума, где богослужения совершаются общиной древлеправославных христиан. В Риге существует вторая община старообрядцев-поповцев с Тихвино-Казанским храмом на Ивановском кладбище. Кроме того, в других странах Прибалтики тоже есть поповцы, также принадлежащие к митрополии Древлеправославной Христовой Церкви в Браиле (признающих Белокриницкую иерархию). Первая община в Екабпилсе появилась в результате перехода бывшего наставника Екабпилсской беспоповской поморской общины, Василия Волкова, и нескольких прихожан в поповство. В марте 2006 года Василия Волкова рукоположили в сан иерея в Орегоне. На сегодняшний день иерей Василий совершает богослужение в двух храмах — Екабпилсе и Риге.

## Структура
Община зародилась после «Никоновских» церковных реформ 1666 года, когда тысячи староверов, скрываясь от репрессий, бежали в Ливонию и Курляндию.
Главные общины образовались в Латгалии (старообрядческая община была создана в 1729 году) и в Риге. По переписи 1935 года, староверы составляли 5,49 % населения Латвии (в Латгалии 13,85 %).
Духовным центром латвийских староверов на протяжении столетий остаётся Рижская Гребенщиковская община.

## История
В середине XVII века нынешние восточные территории Латвии (Латгалия, входившая с 1581 года в состав Речи Посполитой, и вассальное ей же Курляндское герцогство), обезлюдели в результате польско-шведских войн и эпидемии чумы, с 1657 по 1661 гг. свирепствовавшей в Курляндии. Это побудило польского короля Яна Собеского в интересах землевладельцев, заинтересованных в притоке работников, издать указ «О свободном жительстве раскольников в польских пределах…». Согласно летописи «Дегутская хроника», первые организованные группы старообрядцев прибыли в Курляндию в 1659 году, и в том же году старообрядцы обосновались в деревне Войново (община существует до сих пор). Первая моленная была построена в 1660 году около г. Динабурга в деревне Лигинишки («от града Динабурга сущи яко три поприща») В 2003 году на этом месте, вошедшем в черту города Даугавпилса, был установлен памятный крест. В 1673-75 гг. основывается древлеправославная община в деревне Ломы (вблизи Прейли).
Важным центром старообрядчества стал Якобштадт, созданный на месте Слободы на левом берегу Западной Двины, основанной свободными русскими людьми в начале XVII века и населенной торговцами и корабельщиками, обслуживавшими ответвление водного пути «из варяг в греки» — из России в Европу через Ригу. В этом месте на реке начинался 50-километровый участок с порогами, через который невозможно было провести суда даже по большой воде, поэтому у пристани в Слободе товары выгружались на подводы и отправлялись до Фридрихштадта, где снова размещались на суда и сплавлялись вниз по течению. В начале Раскола в Слободу хлынули люди, не принявшие реформу патриарха Никона. Приём старообрядцев их единокровниками не противоречил законам Польши, вассалом которой была Курляндия.
В феврале 1670 года русские жители Слободы при посещении этого порта Курляндского герцогства его владетелем Якобом фон Кетлером, били ему челом о даровании населённому пункту статуса города. В изданной Фундушной грамоте герцога указывалось, что полноправными жителями нового города могут быть только русские: «…so geben und gönnen Wir der guten gemeine die von Reussischen Nation eincig und alleine». Из их среды должны были избираться должностные лица, горожанам разрешалось исповедовать свою религию, строить храмы и школы («daher sie auch ihre Priester und Schuhldiener mit Auferbunning einer Kirche un Schulen ihrer Religion auf ihre Unkosten zu bestellen…»)
Когда в 1772 году в результате первого раздела Речи Посполитой польская часть Латгалии отошла к Российской империи, то многие старообрядцы переселились оттуда на земли, которые оставались в составе Речи Посполитой (Сувалкия, Сейненщина, Августовщина). В 1795 году, после третьего раздела Речи Посполитой, эти территории отошли Прусскому королевству. После «всемилостивейших» манифестов 1801, 1814 и 1826 годов часть старообрядцев вернулись оттуда на латвийские земли в составе Российской империи, и их стали называть «пруссаками».
Принятые в 1827 году генерал-губернатором остзейских губерний Филиппом Паулуччи правила, фактически легализовали существование староверческой общины в Риге. Однако  во время правления Николая I, когда преследования старообрядцев в Российской империи усилились, «Правила Паулуччи» в 1833 году были отменены, старообрядческая школа в Риге была закрыта, остался лишь один храм, получивший название «Гребенщиковский» (по имени купца Алексея Гребенщикова, пожертвовавшего значительные суммы в пользу общины). В Якобштадте в 1851 году при закрытии молельни старообрядцев из-за их возмущения потребовалось привлечь войска.
После вступления на престол в 1856 году Александра II положение старообрядцев улучшилось, стали открываться новые молитвенные дома.
После создания независимой Латвии в ноябре 1920 года был созван Первый съезд старообрядцев Латвии, на котором был создан «Центральный комитет по делам старообрядцев Латвии», старообрядцы стали получать финансовую помощь от государства, некоторые их приходы и общества получили земельные наделы из государственного фонда. В Сейм Латвии избирались старообрядцы Мелетий Каллистратов, Степан Кириллов, Иван Юпатов, Григорий Елисеев, Тимофей Павловский. Видным деятелем  старообрядчества Латвии этого периода был Иван Заволоко.
После присоединения Латвии к СССР в 1940 году многие моленные старообрядцев, особенно в сельской местности, были закрыты, многие старообрядцы подверглись репрессиям. Количество старообрядческих общин Латвии за годы советской власти сократилось на треть.
Во время Перестройки в феврале 1989 года состоялся съезд старообрядцев Латвии, на котором был создан Центральный Совет Древлеправославной Поморской Церкви Латвии. В октябре 1989 года было открыто Рижское Гребенщиковское духовное училище, первое старообрядческое учебное заведение в СССР.  
В 1994 году, уже в независимой Латвии, по инициативе староверов-предпринимателей и ученых была восстановлена деятельность «Старообрядческого общества Латвии», основанного еще в 1908 году. Позже появились «Староверческое общество им. И.Н.Заволоко», староверческое общество «Беловодье» и другие организации старообрядцев Латвии.